# ستيوارت كينيدي (لاعب كريكت)
ستيوارت كينيدي (9 يناير 1965 في المملكة المتحدة - ) (بالإنجليزية: Stuart Kennedy)‏ هو لاعب كريكت بريطاني. شارك مع منتخب اسكتلندا الوطني للكريكت.

## وصلات خارجية
- ستيوارت كينيدي على موقع إي آس بي آن كريك إنفو (الإنجليزية)